# شعاع ستوكس
شعاع ستوكس هو عبارة عن أربع قيم تصف حالة استقطاب الموجة الكهرومغناطيسية وبالأخص الضوء. سمي بهذا الاسم نسبة إلى جورج جابرييل ستوكس الذي أدخل هذا التعريف عام 1852.
هذه القيم الأربعة التي تكتب جبرياً على شكل شعاع تصف الشدة الكلية للحزمة الموجية أو الضوئية، مدى استقطابها، وخصائص إهليلج الاستقطاب الخاص بها. وبإمكانها تحديد ما إذا كان الضوء غير مستقطب، أو مستقطباً جزئياً، أو مستقطباً كلياً. ويتميز هذا التعريف بكونه يتعامل مع شدة الموجة وليس مع طويلتها، والشدة يمكن قياسها مباشرة باستخدام مقاييس الشدة الملائمة بعكس الطويلة التي لا يمكن قياسها مباشرة. ويستعمل هذا الشعاع بشكل رئيسي في التطبيقات الضوئية. وتعطى العلاقة بين شعاع ستوكس الصادر عن منظومة بصرية أو جسم ما والشعاع الوارد عليه بمصفوفة رباعية البعد تدعى مصفوفة مولر تميز هذا الجسم أو هذه المنظومة.
يكتب شعاع ستوكس على الشكل التالي :
{\displaystyle {\vec {S}}\ ={\begin{pmatrix}S_{0}\\S_{1}\\S_{2}\\S_{3}\end{pmatrix}}={\begin{pmatrix}I\\Q\\U\\V\end{pmatrix}}}
حيث يعبر I عن الشدة الكلية للحزمة.
Q الفرق بين شدة الاستقطاب الخطي بزاوية 90 درجة وصفر درجة.
U الفرق بين شدة الاستقطاب الخطي بزاوية 45 درجة و-45 درجة.
V الفرق بين شدة الاستقطاب الدائري اليميني واليساري.
بالنسبة لموجة أحادية الطول الموجي، تعطى العلاقة بين عناصر الشعاع على الشكل :
{\displaystyle {\begin{matrix}Q^{2}+U^{2}+V^{2}=I^{2}\end{matrix}}}

## أمثلة
الجدول التالي يبين شعاع ستوكس لعدة حالات من استقطاب الضوء :
| استقطاب                            | شعاع ستوكس                                                   | استقطاب     | شعاع ستوكس                                                |
| ---------------------------------- | ------------------------------------------------------------ | ----------- | --------------------------------------------------------- |
| خطي أفقي                           | {\displaystyle {\begin{pmatrix}1\\1\\0\\0\end{pmatrix}}}     | خطي شاقولي  | {\displaystyle {\begin{pmatrix}1\\-1\\0\\0\end{pmatrix}}} |
| دائري يساري                        | {\displaystyle {\begin{pmatrix}1\\0\\0\\-1\end{pmatrix}}}    | دائري يميني | {\displaystyle {\begin{pmatrix}1\\0\\0\\1\end{pmatrix}}}  |
| خطي بزاوية {\displaystyle \pm }45° | {\displaystyle {\begin{pmatrix}1\\0\\\pm 1\\0\end{pmatrix}}} | غير مستقطب  | {\displaystyle {\begin{pmatrix}1\\0\\0\\0\end{pmatrix}}}  |

## تمثيل إهليلج الاستقطاب
يعطى شكل إهليلج الاستقطاب لحالات الاستقطاب السابقة بحسب قيم شعاع ستوكس كالآتي: